# Justo Daract (San Luis)
Justo Daract – miasto w Argentynie, w prowincji San Luis, w departamencie General Pedernera.
Według danych szacunkowych na rok 2010 miejscowość liczyła 10 135 mieszkańców.